# Batalla de Tara Hill

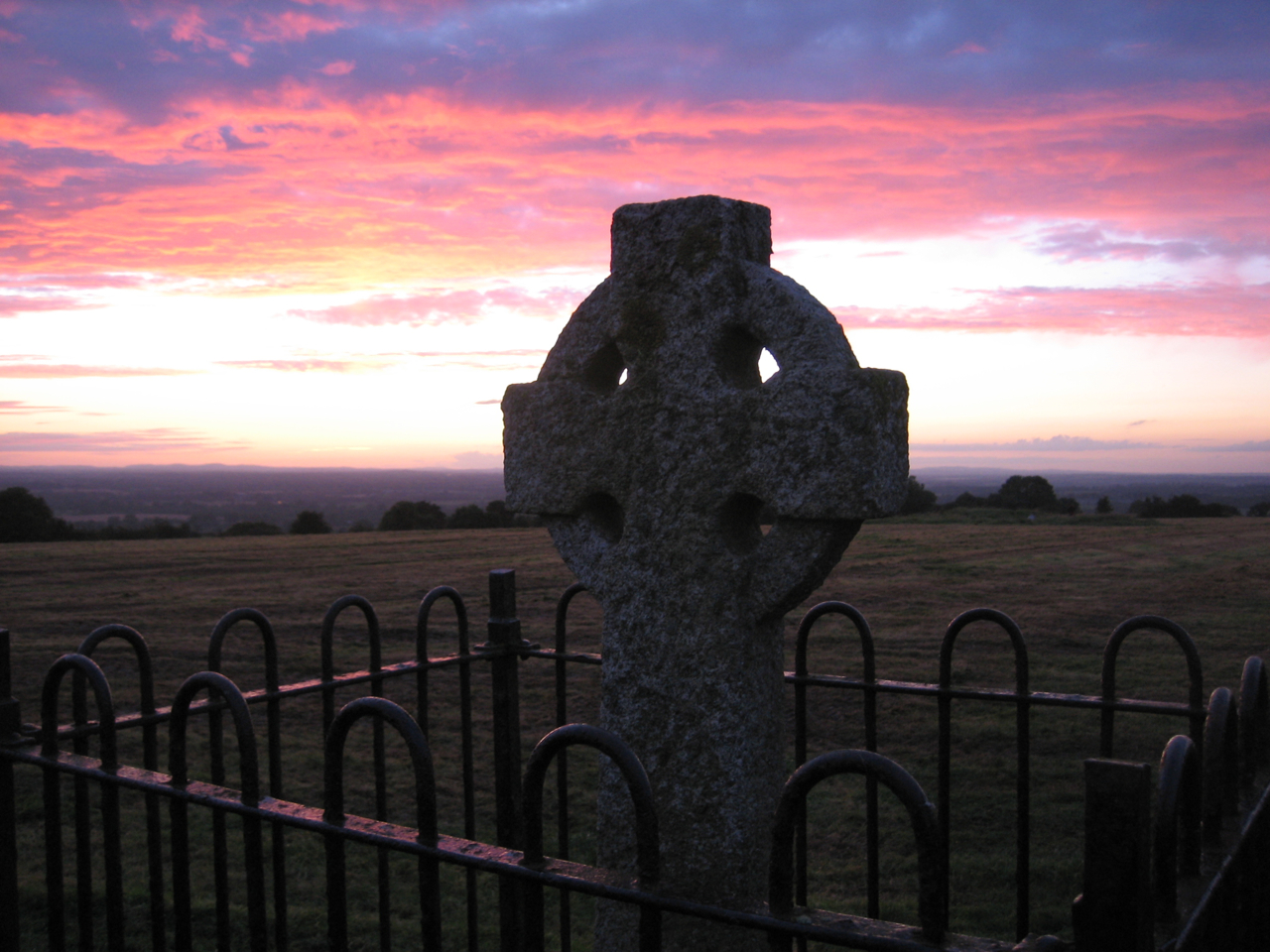
Cruz conmemorativa de la Batalla de Tara.

La Batalla de Tara Hill se luchó al anochecer del 26 de mayo de 1798 entre fuerzas británicas y rebeldes irlandeses durante el transcurso de la Rebelión irlandesa de 1798, constituyendo una contundente derrota rebelde y poniendo fin a la rebelión en Meath.

## Contexto
Tras el estallido de la rebelión señalado en Meath por la detención de un coche de correo cerca de la colina de Turvey, se colocaron barricadas en la carretera de Havan y los rebeldes y los United Irishmen comenzaron a reunirse en la colina de Tara. Tara fue escogida por su control estratégico sobre el acceso a Dublín, además de por su valor simbólico como sede de los Reyes Supremos de Irlanda. Entre 4,000-7,000 rebeldes se reunieron allí y se produjeron disturbios por todo el país a medida que los rebeldes se encaminaban a Tara desde el día 23 hasta la batalla del 26.

## Batalla de Tara
Con el apoyo de yeomen recogidos durante el camino, los británicos formaron al pie de la colina para atacar a los rebeldes, que habían establecido su campamento en la colina. La falta de cañones y caballería colocaba a los rebeldes en situación de desventaja, pese a ser superiores en número. La acción combinada de la artillería y la acción de la caballería por los flancos pronto forzó a los rebeldes a refugiarse en el cementerio que había en la cumbre. Al anochecer, los rebeldes intentaron mantener sus últimas posiciones, pero una carga final de granaderos los derrotó.
Las bajas de los atacantes fueron mínimas. Las bajas rebeldes oscilan desde varios cientos a varios miles de muertos y muchos heridos. Muchos cuerpos fueron retirados durante la noche del 26 y al día siguiente se contaban aún 350 muertos en el campo. Los testigos de los enterramientos afirman que muchos más rebeldes fallecidos durante la noche por causa de las heridas fueron recogidos en carros desde las zonas circundantes. Los testigos afirmaron que los cuerpos eran generalmente destripados por los vencedores. Los muertos están enterrados en una fosa común marcada por una talla en piedra de la Lia Fail que fue movida para marcar el lugar. La derrota puso fin al levantamiento en Meath.